# Consejo de Estado de 1898
El Consejo de Estado fue el parlamento creado por decreto del presidente Juan Lindolfo Cuestas, el 10 de febrero de 1898.

## Historia
Este hecho se enmarca en el enfrentamiento que el presidente tenía con el parlamento de mayoría colectivista, producto de las elecciones fraudulentas de 1896. Tras la firma del Pacto de la Cruz y el acuerdo de coparticipación entre el Partido Colorado y el Partido Nacional, las cámaras se oponían a la candidatura de Cuestas a la presidencia para las elecciones del 1 de marzo de 1898. Esta candidatura era sostenida, sin embargo, por una amplia mayoría de la opinión pública, en la que se destacaban los sectores nacionalista de Eduardo Acevedo Díaz y el coloradismo popular de José Batlle y Ordóñez, además de contar con la aquiescencia del sector nacionalista rural de Aparicio Saravia.
Tras varios meses de tensiones políticas entre el Parlamento y los partidarios de la candidatura de Cuestas, hacia el final de los cuales José Batlle y Ordóñez pidió sin más remilgos que se diera el golpe de Estado, este finalmente ocurrirá el 10 de febrero de 1898. El parlamento fue sustituido entonces por un Consejo de Estado de igual número de miembros que el parlamento disuelto (ochenta y ocho), integrado por:

### Partido Colorado
- Juan Carlos Blanco Fernández (que presidió el cuerpo), Francisco Bauzá, Melitón Muñoz, Pedro Figari, José Serrato, José Espalter, José Batlle y Ordóñez, Juan Campisteguy, Feliciano Viera, José L. Terra, Francisco Soca, Antonio María Rodríguez, Blas Vidal, Federico Capurro, Juan Schiaffino, Gral. Nicodemes Castro, Julio Lamarca, Gral. Sandalio Giménez, Felipe Lacueva Stirling, Juan Maza, Donaldo Mac Eachen, Pedro Etchegaray, Fructuoso Pittaluga, Sebastián Martorell, José María Castellanos, Francisco García Santos, Álvaro Guillot, Juan M. Echevarrito, Emilio Avegno, Clodomiro de Arteaga, Tulio Freire, Santiago Barabino, Arturo Terra, Manuel Machado, Pedro Carve, Mario R. Pérez, Gral. Ventura Rodríguez, Gral. Pedro Callorda, Gral. Ricardo Estevan, Luis Varela, Juan G. Buela, Saturnino Camps, José Saavedra, Anacleto Dufort y Álvarez, Gabriel Otero y Mendoza, José Gomensoro, Bernabé Bauza, Gregorio L. Rodríguez, Aníbal Semblat, Antonio R. Carvallido, Pedro Pallares, Carlos Martínez Castro, Leopoldo Mendoza, Juan Blengio Roca, Ramón Mora Magariños, Federico Canfield, Antonio O. Villalba, Tomás García de Zúñiga.

### Partido Constitucional
- Elías Regules, Gonzalo Ramírez, Martín C. Martínez y Eduardo Acevedo Díaz.

### Partido Nacional
- Eduardo Acevedo Díaz, José Romeu, Carlos A. Berro, Manuel Herrero y Espinosa, Justino Jiménez de Aréchaga, Aureliano Rodríguez Larreta, Juan José de Herrera, Rodolfo de Arteaga, Eduardo Brito del Pino, Martín Berinduague, Diego M. Martínez, Vicente Ponce de León, Pedro Echevarría, Mariano Pereira Nuñez, Juan Gil, Escolástico Imas, Manuel Artagaveytía, Rodolfo Fonseca, Enrique Anaya, Manuel Alonso, A. González Roca, Jacinto Casaravilla, José Luis Baena, Félix Buxareo, Alberto Heber Jackson, Francisco Ros.

El Consejo de Estado promulgó las leyes de Registro Cívico (29 de abril de 1898) y de Elecciones (24 de octubre de 1898), cumpliendo lo acordado en el Pacto de la Cruz. Estas leyes abolían el sistema electoral vigente desde abril de 1830, por el que las listas ganadoras obtenían todos los cargos en disputa, y lo sustituían por un sistema de representación proporcional no integral.
Realizadas las elecciones para las nuevas Cámaras en noviembre de 1898, y en las que obtuvo la mayoría el Partido Colorado, el Consejo de Estado se disolvió el 10 de febrero de 1899.